# Baby Can I Hold You
Baby Can I Hold You é o terceiro single da cantora e compositora Tracy Chapman lançado em 1988.
Chapman posteriormente re-gravou a canção na forma de um dueto com Luciano Pavarotti para o CD Pavarotti and Friends for Cambodia and Tibet.
Foi a décima canção mais tocada nas rádios brasileiras em 1988.

## Paradas
| Chart (1988/1989)       | Melhor posição |
| ----------------------- | -------------- |
| Billboard Hot 100       | 48             |
| U.S. Adult Contemporary | 19             |

## Versão do Boyzone
Em 1997, o grupo irlandês Boyzone lançou uma versão cover de "Baby Can I Hold You" que se tornou o terceiro single do álbum "Where We Belong" 

### Paradas
| Paradas (1997)                             | Melhor posição |
| ------------------------------------------ | -------------- |
| Finnish Singles Chart                      | 15             |
| Irish Singles Chart                        | 2              |
| UK Singles Chart                           | 2              |
| Paradas (1998)                             | Melhor posição |
| Austrian Singles Chart                     | 39             |
| Ultratop\|Belgian (Flanders) Singles Chart | 31             |
| Dutch Singles Chart                        | 43             |
| French Singles Chart                       | 26             |
| New Zealand Singles Chart                  | 11             |
| Swedish Singles Chart                      | 12             |
| Swiss Singles Chart                        | 17             |